# Resolutie 2339 Veiligheidsraad Verenigde Naties
Resolutie 2339 van de Veiligheidsraad van de Verenigde Naties werd unaniem door de VN-Veiligheidsraad aangenomen op 27 januari 2017. De door Frankrijk opgestelde resolutie verlengde het wapenembargo en de sancties tegen de Centraal-Afrikaanse Republiek (CAR) met een jaar.

## Standpunten
De vertegenwoordiger van de CAR noemde de sancties een "noodzakelijk kwaad". Dat sommigen ertoe opriepen het wapenembargo op te heffen wees op een gebrek aan kennis over de wapenstromen in haar land.
De Franse vertegenwoordiger zei dat het opheffen van het wapenembargo zeer zorgvuldig moest worden overwogen, gezien de wapenstromen in de CAR. De hoofdstad Bangui kende nu vrede, maar gewapende groeperingen profiteerden van het zwakke rechtssysteem om misdaden te begaan, en sommigen om de stabilisatie van en nationale verzoening in het land te verhinderen. De sancties waren dan ook een belangrijk signaal aan diegenen die het politieke proces probeerden te ondermijnen.

## Achtergrond
Al sedert de onafhankelijkheid van Frankrijk in 1960 wordt de CAR geplaagd door staatsgrepen en geweld. Toen rebellen in 2003 de macht grepen, begonnen drie onder de naam Unie van Democratische Krachten voor Eenheid (UFDR) verenigde rebellenbewegingen een oorlog tegen hen. In 2007 werd een vredesakkoord getekend en in 2009 vormden ze samen een regering. 
Eind 2012 brak er opnieuw rebellie uit; deze keer tegen een coalitie van groeperingen die zich Sekela-coalitie noemde en bestond uit de UFDR, de 'Conventie van Patriotten voor Gerechtigheid en Vrede' (CPJP) en een aantal kleinere bewegingen. De regering vroeg om internationale hulp, maar dit werd geweigerd. Op 11 januari 2013 werd een vredesakkoord getekend waarbij de eerste minister werd vervangen door een oppositielid. 
Op 24 maart 2013 had een coalitie van rebellen genaamd Seleka de macht gegrepen, wat internationaal veroordeeld werd. Daarom werd er een overgangsraad opgericht die het land tijdelijk moest besturen. Onderwijl vergleed de CAR in chaos en had de overheid buiten de hoofdstad geen enkel gezag meer.

## Inhoud
De situatie in de Centraal-Afrikaanse Republiek bleef ernstig door de aanwezige gewapende groeperingen, het zwakke leger, het beperkte gezag van de overheid en het voortbestaan van de oorzaken van het conflict. De groeperingen financierden zichzelf door illegaal grondstoffen als goud en diamant en wild te verhandelen. Deze  groeperingen moesten ontwapend worden, het leger hervormd, en justitie moest in ere worden hersteld tegen de heersende straffeloosheid.
De illegale handel in lichte vuurwapens droeg bij aan de destabilisatie van de CAR, en deze wapens werden ook tegen de bevolking gebruikt. Het was dan ook van belang dat alle landen het middels resolutie 2127 opgelegde wapenembargo en de middels resolutie 2134 opgelegde sancties volledig ten uitvoer brachten. Er waren echter rapporten van personen die ondanks het reisverbod toch doorheen de regio reisden. Landen werden dan ook gevraagd passagierslijsten op te vragen bij de luchtvaartmaatschappijen om zo'n personen te detecteren.
Het wapenembargo tegen de CAR werd verlengd tot 31 januari 2018. Tegen 's lands leger en politie, alsook buitenlandse operaties, gold het embargo niet. Het reisverbod en de bevriezing van tegoeden tegen personen op de sanctielijst werden eveneens met een jaar verlengd. Die sanctielijst werd onderhouden door een comité dat de opdracht had personen die de vrede of stabiliteit in de CAR in de weg stonden op te lijsten. Daaronder werden ook personen die het wapenembargo met de voeten traden en handelaars in illegaal gedolven grondstoffen verstaan. Ook betrokkenheid bij het plegen van seksueel geweld werd toegevoegd aan de criteria.
Lijst ·  2337 ·  2338 ·  2339 ·  2340 ·  2341 ·  2342 ·  2343 ·  2344 ·  2345 ·  2346 ·  2347 ·  2348 ·  2349 ·  2350 ·  2351 ·  2352 ·  2353 ·  2354 ·  2355 ·  2356 ·  2357 ·  2358 ·  2359 ·  2360 ·  2361 ·  2362 ·  2363 ·  2364 ·  2365 ·  2366 ·  2367 ·  2368 ·  2369 ·  2370 ·  2371 ·  2372 ·  2373 ·  2374 ·  2375 ·  2376 ·  2377 ·  2378 ·  2379 ·  2380 ·  2381 ·  2382 ·  2383 ·  2384 ·  2385 ·  2386 ·  2387 ·  2388 ·  2389 ·  2390 ·  2391 ·  2392 ·  2393 ·  2394 ·  2395 ·  2396 ·  2397